# 주치 칸
보르지긴 주치(몽골어: ᠪᠣᠷᠵᠢᠭᠢᠨ
ᠵᠥᠴᠢ, Зүчи, Cuçi, Джучи, جوچى, 카자흐어:Joşı, Жошы, 한국 한자: 孛兒只斤 朮赤 패아지근 출적, 1182년? ~ 1227년 2월) 또는 슈치는 몽골 제국 초기의 군주이자 군인이며, 칭기즈 칸의 화레즘, 동유럽 원정에 출정했다. 그는 칭기즈 칸 장남으로 알려졌으나, 어머니 보르테 카툰이 메르키트 부족에게 납치되었다가 칭기즈 칸의 아버지 예수게이와 친했던 케레이트족 옹 칸에게 구출되어 돌아오는 길에 주치가 태어났다. 어머니 보르테 카툰이 메르키트 부족에 납치된 일로 평생 출생 의혹에 시달렸다. 특히 차가타이는 그를 형제로 인정하지 않고 수시로 분쟁을 일으켰다. 이는 후대에도 갈등의 원인으로 이어졌다.
그는 1207년 몽골군 우익 군대를 이끌고 숲속 부족, 키르기스스탄, 바이칼 호수 서쪽의 2만 호를 정복했다. 이후 오이라트족 정벌과 시베리아 남서부를 공략하였다. 1218년 키르키스를 재정벌한 뒤, 1219년부터 칭기즈 칸의 중앙아시아 원정과 서방 원정에 참여하여 우익군단을 이끌었으며, 차가타이 등과 우르겐치를 공략했다. 그밖에 킵차크 초원에 침입하여 러시아계 공국, 대공국들을 몽골에 복속시켰다. 칭기즈 칸은 주치에게 이르티시강 서쪽과 투르가이와 우랄스크, 시르다리야강 하류 일대를 분봉했으나, 실질적인 통치권을 행사하지는 않았다.

## 생애

### 출생과 생애 초반
주치는 1182년에 칭기즈칸과 보르테의 아들로 카라코룸에서 태어났다. 일설에는 1180년 출생 설, 1184년 출생 설도 있다. 아버지 칭기즈 칸에 의해 투르가이와 우랄스크를 분봉받았다. 1179년 혹은 1181년에 메르키트족에게 납치된 보르테가 토그릴 옹 칸, 자무카 등에 의해 구출되었는데, 납치 후 9개월을 전후하여 그가 태어났다 한다. 출생이 의심스웠던지라 중세 몽골어로 “손님”, “여행객”이라는 뜻의 “주치”라는 이름을 얻게 되었다. 주치는 중세 몽골어로 “손님”, “여행객”이라는 뜻과, 그 외에도 “초대받지 않은 사람”,“총혜(聰慧, 총명하고 지혜롭다)”라는 뜻도 있다.칭기즈 칸은 이를 문제 삼지 않았고, 큰 아들이 가장 멀리에 있는 땅을 물려받는 몽골의 풍습에 따라 아버지와 가장 먼 곳에 거주하였다. 이에 따라 그의 나라는 유럽과 가장 근접하게 되었다.
후일 원사를 비롯한 중국어 문헌, 몽골비사에는 그를 한자어 술적(朮赤)으로 표기하는데, 이는 그와 이름이 비슷한 숙부이자, 칭기즈 칸의 동생 주치 카사르(拙赤 合撒兒)와 구별을 위해 다른 음으로 표기하였다.
칭기즈 칸의 아버지 카묵 몽골의 예수게이는 메르키트족 칠레두와 결혼하여 돌아가던 호엘룬을 납치하여 결혼, 칭기즈 칸을 낳았다. 이 일로 앙심을 품게 된 메르키트족 토크토아 베키는 훗날 보르테를 납치하여, 칠레두의 동생 칠게르와 결혼시켰다.
그는 그의 어머니 보르테가 메르키트족에게 납치되었을 때 강간에 의하여 가지게 되었다고 의심된다. 라시드 알딘에 의하면 보르테가 주치를 임신했을 때 납치된 것이라 한다. 원사에는 이러한 언급이 나타나지 않는다.
몽골비사에 의하면 원래 칭기즈칸의 어머니 호엘룬 은 메르키트 연맹부 사람과 결혼했지만, 몽골 키야트부의 예수게이에 의해 약탈되어 그의 아내가 되어, 테무진(후의 칭기스칸)을 낳았다. 나중에 예수게이의 아들 테무진이 결혼 한 것을 알게 된 메르키트 연맹은 호엘룬 약탈의 복수로 테무진을 습격하여 보르테를 약탈하고 호엘룬의 전 남편의 동생에게 보르테를 보냈다. 한편, 도망친 테무진은 케레이트 부족장 옹 칸과 자무카의 도움을 받아 메르키트 연맹을 쳐서 보르테를 되찾는다. 옹 칸이 메르키트에게 보르테를 내놓을 것을 요구하여 송환받았다고도 한다. 그러나 그 때 보르테는 임신, 출산이 임박하여 곧 주치가 태어났다. 보르테는 납치된 후 9개월만에 풀려난 상태였다. 따라서 주치는 메르키트 연맹부의 아들이 아닐까 의심받았다. 나중에 주치의 바로 아래 동생 차가타이는 아버지의 면전에서 주치를 메르키트 연맹의 아들, 사생아라고 욕했지만, 징기스칸은 어디 까지나 주치를 장남으로 다뤘다 한다.
몽골, 튀르크, 타타르족 부족들 사이에서는 그가 메르키트의 자식일 것이라는 소문이 확산되었고, 차가타이는 이를 언급하여 공론화시켰다. 칭기즈 칸은 공식 석상에서 주치의 혈통 언급을 금지하였으나, 차가타이는 수시로 주치의 혈동을 문제삼아 공격했다. 주치는 강인하고, 용감하며, 회복력이 있는 사람이고, 다소 탄력적인 성격이었다. 다소 예리하다는 평도 있었다. 그러나 그가 메르키트족의 아들인지 모른다는 소문은 그를 평생 괴롭혔다. 20세기 러시아의 역사학자 겸 고고학자 레프 사무엘로비치 클라인은 주치가 칭기즈 칸의 친아들이 아니라는 설을 주장했다.

### 정복 활동

#### 투르크, 시베리아 원정
1206년 이전에 주치는 아버지 칭기즈 칸을 따라 나이만족과의 전투에 참여했다. 라시드 알딘에 의하면 한번은 주치는 자신의 아버지에게 포로로 잡혀 있던 적군의 아들을 살려달라고 간청했는데, 그는 활쏘기에 능하다고 소문이 나 있었다. 주치는 그런 훌륭한 궁수가 몽골군의 자산이 될 수 있다고 주장했다. 그러나 징기스칸은 이 주장을 무시하고 포로를 처형했다 한다. 메르키트족 토크토아 베키의 아들 중 한 명인 쿠투칸 메르겐은 킵차크로 도망쳤고, 주치의 군사가 그를 추격했다. 쿠투칸 메르겐의 양궁 솜씨와 명중력에 감탄한 주치는 아버지 칭기즈 칸에게 그의 목숨을 구해달라고 요청했지만 징기스칸은 이를 거부했고 쿠투칸 메르겐은 처형되었다.
1207년 주치는 알타이 강변 주변과 동부 투르키스탄을 공략, 점령하였다. 1207년 주치는 예니세이 강변에 살던 키르기스, 이만 족을 포함한 바이칼호수 서쪽 시베리아의 삼림 부족을 정벌에 참여하였다. 이때 일부 부족들은 전쟁 없이 주치의 군대에 항복했는데, 텔렌구트족, 오로스드족 등이다. 1207년부터 1217년에 주치는 몽골 북서부의 오이라트족을 토벌하는데 참여하였다. 1211년에는 잠시 금나라 산시성 지방을 공략, 성 주변 일대를 휩쓸고 산시 성을 함락시켰다. 1213년 다시 금나라를 공격했다.

#### 금나라 원정 참여 및 차가타이와 갈등
1213년 몽골은 금나라에 동남 500명과 처녀 500명을 공물로 요구했고, 금 선종은 이를 거절했다. 1213년 7월부터 1214년 10월 주치, 차가타이, 오고타이는 몽골에서 남하, 태행산(太行山)의 동서 양쪽에서 3갈래로 나누어서 금나라를 공격했다.
금나라 공격 당시 서부 부대는 주치, 차가타이, 오고타이가, 동부 군대는 칭기즈 칸의 형제 카사르가 이끌었다. 주치와 그의 형제들은 남쪽으로 진군하여 황하 강 북쪽 기슭에 도착했다. 군대를 나누어 주치의 군대는 항하 유역의 부유한 지역을 공략, 파괴하도록 분할했다. 주치의 군대는 화칭 근처에서 서쪽으로 말머리를 돌려 펜허 강 계곡을 통해 북쪽으로 향했다. 산시 성의 중심지 핑양, 펜저우, 타이위안을 점령했다. 타이위안에서 주치와 그의 형제들은 타이저우를 거쳐 다퉁으로 갔다. 주치는 한동안 웅구트 땅에 전리품을 남겨두고 베이징 근처에서 칭기즈 칸의 본대에 합류했다.
차가타이는 그를 형제로 인정하지 않고, 공식, 비공식적으로 수시로 그를 공격하여 분쟁을 일으켰다. 칭기즈 칸은 불분율에 붙이도록 했으나, 차가타이는 수시로 주치의 출신성분을 의심하며 공격, 분쟁하였다. 1219년부터 차가타이는 주치의 후계자 지명을 공식적으로 반대했다. 차가타이는 그를 면전에서 메르키트족의 사생아라 공격했고, 주치는 차가타이에게 너는 나보다 나은 것은 나보다 괴팍함만 더하다고 받아쳤다. 둘은 멱살잡이까지 갔고, 1221년 호라즘 전쟁 중에도 서로 분쟁하였다. 주치와 차가타이의 분쟁이 계속되자, 칭기즈 칸은 오고타이와 툴루이 중에서 후계자를 고민했다. 칭기즈 칸은 오고타이를 후계자로 낙점했고, 주치와 차가타이는 모두 이의를 제기하지 않았다.
1210년과 1218년에 주치는 키르기즈에 대항하는 두 차례의 원정을 칭기즈 칸을 대신해 이끌었다. 1218년 투메드부의 반란을 진압하였다.

#### 키르키스 원정
1217년 몽골 제국의 서쪽 영역 밖에서 바이칼호 일대에 살던 투메드부에서 몽골의 종주권을 거부했다. 칭기즈 칸은 속지인 키르키즈인에게 투메드부를 진압하라고 명령했지만 키르키스 인들은 명령 따르기를 거부하고 반란을 일으켰다.
1218년 주치는 칭기즈 칸의 지시로 단독으로 병력을 이끌고 키르키즈를 원정했다. 1218년 주치는 셀렌가 강 상단의 지류에 도착, 예니세이 강과 우스 강으로 진군했다. 예니세이 강에 있던 키르키스 족을 중앙에서 공격했다. 주치의 몽골 군은 키르키스 족의 반란을 쉽게 진압, 오비 강까지 갔다가 되돌아왔다. 또한 키르키스 서쪽에 살던 텔렌구트 족을 제압하였다.
그해 주치는 칭기즈 칸에게 저항하려던 메르키트부를 다시 정벌하였고, 화레즘으로 다시 들어가 6만 명의 군사를 격파했다.

### 호라즘 원정
1219년 칭기즈 칸이 15~20만 군대를 이끌고 서방 원정을 출정하자 참여했다. 주치는 호라즘 원정에 참여, 시르다리야강 하류 유역 일대를 차지하였고, 그해 오타르를 점령했다. 그는 호라즘 샤의 6만 군사를 상대하여 승전하였다. 1220년 4월까지 주치는 시그나크, 잔드, 야나칸트 등을 정복하였다.
1220년 4월부터 차가타이, 오고타이 등과 우르겐치 성을 공략하여 함락시켰다. 그러나 이때에도 차가타이와 분쟁을 일으켰다. 트란스옥시아나에서 아무다리야강을 따라 내려가 호라즘 샤의 큰 도시 우르겐치를 공격했지만, 그는 함께 공격을 담당했던 바로 아래 동생 차가타이와 불화가 계속되었다. 칭기즈 칸은 오고타이를 지휘자로 삼아 주치, 차가타이를 지휘하게 했다. 1220년 가을부터 주치는 본부 군대를, 오고타이와 차가타이는 우익군 3천호를 이끌고 우르겐치 성을 공략하였다. 이때 그는 우르겐치 성 공략과 작전에 적극적으로 개입했다.
주치의 공성은 기존의 몽골군이 일반적으로 갔다 성내 난입에 이은 약탈과 방화, 파괴였으나 이를 싫어하는 탓인지 주치는 상대가 항복 할 때까지 기다리고 협상을 요구, 협상에 응한다면 수 많은 진군 속도를 풀어 버렸다고 한다. 따라서 종래대로의 성내 난입과 방화를 추구하던 차가타이와도 전략 전술을 놓고도 불화를 일으켜, 우르겐치 공성전에서도 대립하였다. 우르겐치 성곽 포위전쟁 당시 주치는 차가타이와 작전 진행을 놓고 갈등했다고 한다. 주치는 우르겐치를 정복, 자신의 미래 영지로 보고 최대한 성곽, 가옥 파괴를 줄이려 했지만, 차가타이는 그러한 고려 없이 전투를 진행하려 했다 한다. 실제로 우르겐치 전투에서 주치는 공성전과 동시에 우르겐치 성쪽에 비밀리에 사자를 보내 항복을 권고, 협상을 벌였다.
1220년부터 1222년까지 주치는 군사를 이끌고 오트라르, 시가낙, 우즈켄트, 바샨켄트, 잔켄트 일대와 시르다리아 등의 도시를 점령했다.
차가타이는 주치를 형으로 인정하지 않았고, 수시로 대립했다. 칭기즈 칸이 후계자를 놓고 고심하자 주치와 차가타이는 서로 상대가 대칸에 적합한 인물이 아니라고 했다. 칭기즈 칸은 오고타이와 툴루이 중에서 후계자를 고민했다.

### 생애 후반

#### 킵차크 재공략과 카자흐 잔류

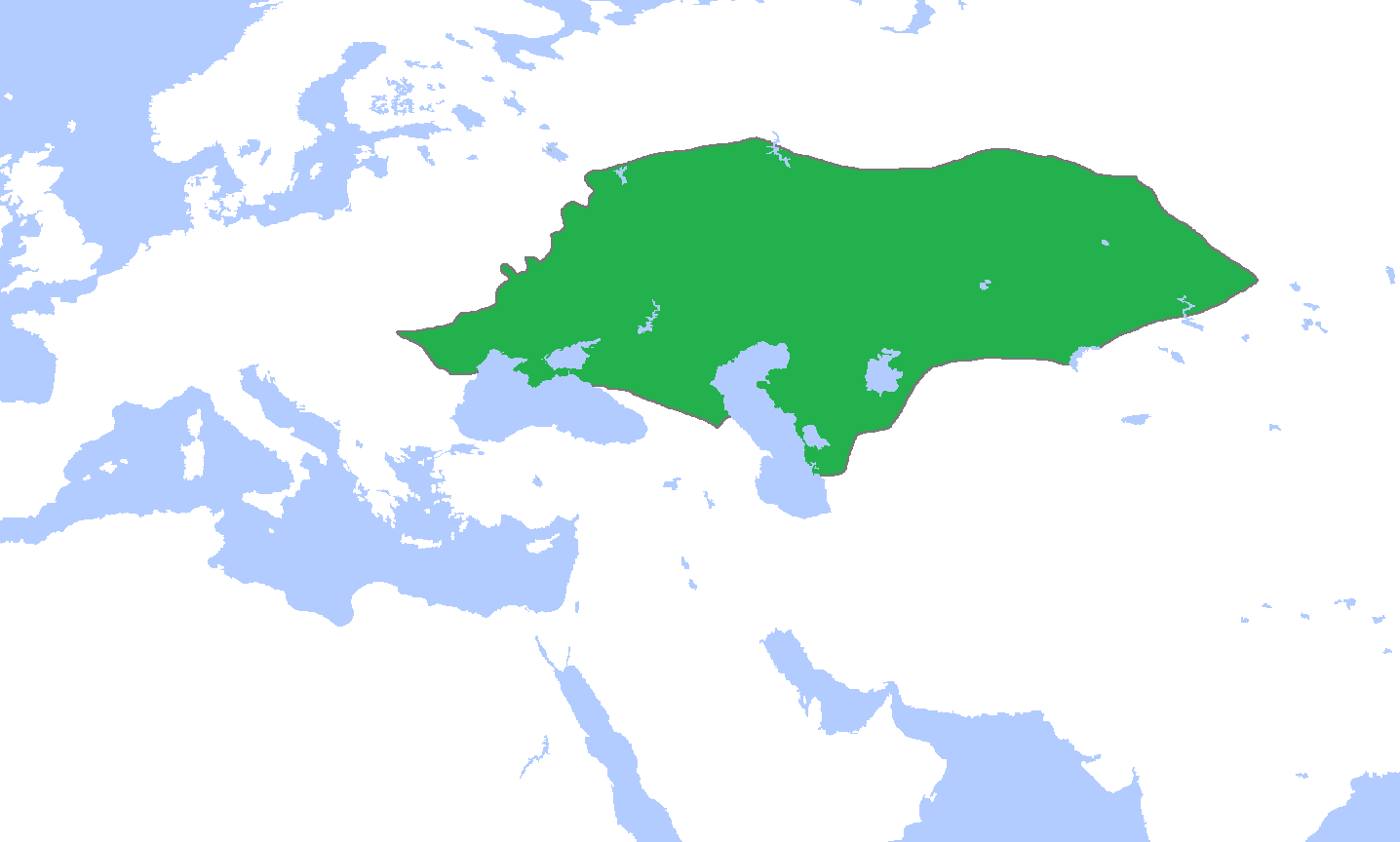
주치의 울루스

1221년에 칭기즈 칸이 아들들에게 영토를 분봉할 때 주치는 투르가이, 우랄스크 그리고 이르티시강 서쪽의 땅을 분봉받았다. 라시드 알딘의 집사에 의하면 1221년 알타이산맥과 이르티시강 일대와 킵차크 초원에 주치를 통치자로 하는 울루스가 형성되었고, 그 수도는 이르티시 내에 생겨났다 한다. 1222년에 소집된 쿠릴타이에서 차가타이는 주치의 정당성 문제를 제기했다. 그 회의에서 징기스 칸은 주치가 그의 합법적인 맏아들임을 분명히 했다.
1223년 킵차크 초원으로 진격, 러시아 공국 군사와 교전하여 할하강변에서 크게 격파하였다. 그해 칭기즈 칸이 아들들을 불러 사냥을 계획했으나 주치는 이에 불참하였다. 시중에는 우르겐치 공성전 이후 칭기즈 칸에게 불만을 품었다는 소문이 확산되었다. 일각에서는 주치가 병이 없고, 사냥을 할 수 있다고 거짓 비난을 했다. 징기스칸은 그가 소식을 듣고 주치가 반란을 일으키고 있다고 의심, 분노하였다.
1223년 그는 쿨란바시 평야에서 아버지가 조직한 쿠룰라이에 참여했다. 칭기즈 칸은 이 쿠룰라타이에서 보르테에서 태어난 네 아들에게 영토를 배분할 예정이었다. 그러나 영토 분배는 뒤로 미루어졌다.
1223년 가을, 칭기즈 칸은 화레즘 전역을 마친 후 몽골로 귀환하였다. 이때 차가타이, 오고타이, 툴루이를 대동하고, 주치는 현지에 남겨졌다. 주치는 칭기즈 칸에 의해 아랄해의 북쪽에서 카스피해의 북쪽에 펼쳐진 초원 지대의 정벌을 지시받고, 칭기즈칸이 몽골 고원에 귀환 한 후에도 카자흐스탄 초원에 남아 북서쪽 공략을 맡게 되었다. 1224년 볼가강을 건너라는 칭기즈칸의 지시를 받았으나 이를 거절했다. 전설에 의하면 그는 칭기즈 칸은 사람과 땅에 대한 믿음을 잃었다며 불만을 토로했다 하며 이는 그대로 칭기즈칸에게 전달되었다.

#### 최후
칭기즈 칸이 살아있을 때에는 주치의 혈통에 대한 문제가 수면 위로 떠오르지 않았다. 하지만 칭기즈 칸이 죽은 뒤, 혈통 문제가 불거져 나와 바투와 다른 칭기즈 칸의 손자들 간의 알력다툼으로 나타난다. 오고타이는 주치의 혈통 문제를 거론하며 바투를 모욕한 자신의 아들들을 책망하였다. 1241년에는 유럽 출정군을 이끌던 바투 칸을 차가타이의 후손 부리가 공격하고, 오고타이의 아들 귀유크 칸도 가담하여 분쟁을 일으켰다. 오고타이 칸은 아들 귀유크 칸을 책망했지만 바로 오고타이가 과도한 음주로 사망하여 유럽 정벌은 취소되었다. 사촌들에게 모욕을 당한 바투는 킵차크 한국을 건설하고 이후 몽골 본국과의 직접적인 관계는 감소하다가 끊어버린다.
1226년 병이 들어 아버지 칭기즈 칸의 명을 받고도 직접 움직이지 못했다. 주치는 병석에 있었고, 칭기즈 칸은 주치에게 러시아 정벌을 지시하였다. 또는 소환령을 내렸다는 설도 있다. 칭기즈 칸은 사람을 보내 빨리 그에게 연락할 것을 요청했으나 주치는 주저하였다. 칭기즈 칸이 보낸 다른 정탐꾼들은 조치가 건강하고 사냥을 자주 간다고 보고했다. 주치가 움직이지 않자, 칭기즈 칸은 주치를 의심하여 군사를 보내 토벌을 계획하였으나, 주치의 병사로 취소하였다.
동시대의 페르시아인 알 가즈자니에 의하면 주치는 칭기즈 칸의 암살을 시도했다는 기록을 남겼다. 또한 호라즘 계통의 인물들과 교류 또는 동맹을 맺었다는 기록도 남겼다. 주치는 1227년 2월에 병으로 사망하였으나, 정확한 사망 원인은 알 수 없다. 일설에는 1225년에 사망했다는 설이 있다. 일설에 의하면 주치는 사냥 도중에 절름발이 자객 혹은 쿨란 카툰에게 암살당했다고 한다. 쿨란이 사냥 중이던 주치를 낙마시킨 뒤 칼로 살해했다는 것이다. 쿨란 카툰에 의한 독살설도 제기된다. 일설에는 적의 편에 설까 두려워 아버지 칭기즈 칸이 몰래 그를 죽였다는 설이 있다. 다른 설에는 주치는 피마자 용액에 중독되었다는 설도 있다.

### 사후

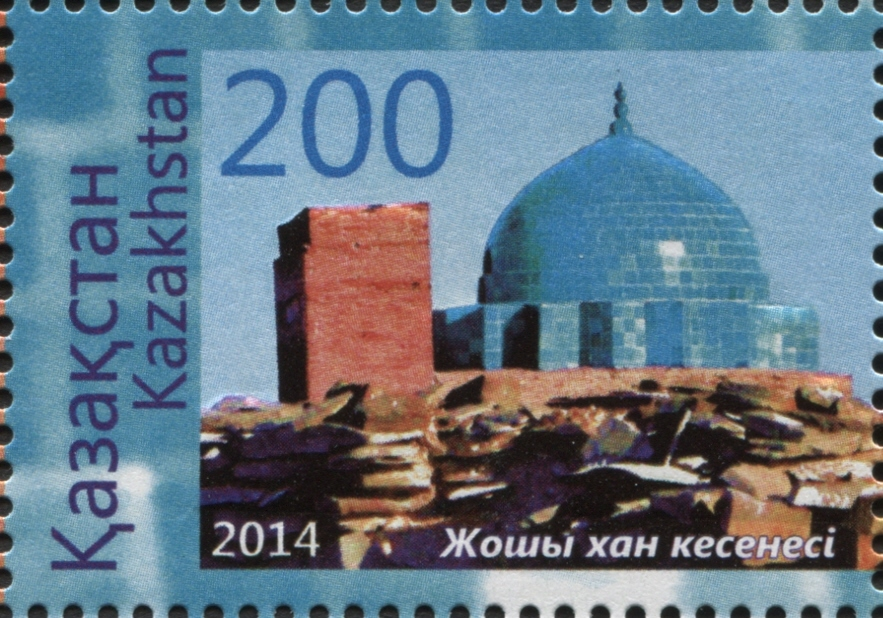
카자흐스탄의 우표에 나온 주치 칸의 영묘

주치 사후 칭기즈 칸의 승인으로 그의 둘째 아들 바투가 후계자로 지명되었다. 주치는 카자흐스탄 제즈카잔에서 북동쪽으로 50km 떨어진 카자흐스탄 카라간다 지역의 울르타흐 산(Ұлытау таулары)의 영묘에 묻혔다. 켄기르 강의 왼쪽 연안의 북동쪽, 강변 왼쪽 제방에 위치해 있다. 큰 영묘는 그의 묘소이고, 그의 묘소 건물 입구 우측에는 그의 아내로 추정되는, 적은 규모의 묘소가 있다. 그가 낙마해서 사망했다는 전설은 제즈카즈잔 인근 지역에 절름발이 전설로 전해졌고, 후일 절름발이 엉덩이라는 만화의 소재가 됐다 한다.
주치의 장남 오르다 칸은 백장 한국을 건국하고, 그의 몫으로 분배된 투르가이와 우랄스크는 그의 차남인 바투가 아버지의 속령에 대한 통치권을 행사하였다. 그밖에 주치에게 분봉된 영지는 주치의 자손들 사이에 몇개의 소 울루스로 운영되었으나, 소 울루스들은 몽골 본국과는 다른 다소 자치국 성격으로 운영되었다.
킵차크 한국과 청장한국, 백장한국이 붕괴된 뒤에도, 그의 2남 샤이반의 5대손 블라드의 장남 아랍샤의 후손이 히바 한국을, 차남 이브라힘 올란의 손자 아불 하이르 칸은 우즈벡 칸국을, 아불 하이르 칸의 손자이자 샤이반의 10대손 무함마드 샤이바니는 부하라 칸국을 세웠다. 그의 13남 토크 테무르의 자손들은 크림 칸국, 카잔 칸국, 카자흐 칸국을 세웠다.
그의 묘소는 잊혀졌다가 16세기 사라프 네이 미 샤리(Sharaf-name-yi shahi)의 기록에 나타나며 1582년 부하라 칸국의 칸 압둘라 칸 2세(Abdullah Khan II)의 원정 대목에 나타난다. 1946년 카자흐스탄 카라간다주 카라간다의 시내 2km 지점에 위치한 영묘에서 주치의 유골이 소련의 고고학자에 의해 발굴되었다. 무덤에서 발견된 유골은 오른손이 없고, 파손된 두개골 일부였다.
러시아의 고고학자 겸 인류학자 레프 사무이로비치 클라인(Лев Самуилович Клейн)은 그가 칭기즈칸의 생물학적 친 아들이 아니라는 주장을 하기도 했다.
주치에게는 40명의 아들이 있었으나, 후손을 남긴 아들은 14명이었다. 그 중에서도 16세기 이후에도 후손이 살아남은 것은 백장 한국을 다스리던 오르다, 바투 사후 조카들을 대신해 주치 울루스의 가독을 계승한 베르케, 샤이반 왕조의 원조가 되었으며 주치 울루스의 서북쪽 소 영토를 다스린 시반, 주치의 13째 아들로 아스트라한 칸국, 울루그 무하마드, 카잔 칸국, 크리미아 칸국, 하지 길레이 가문(영어판)의 선조가 된 토가 테무르 등이다.

## 칭기즈칸 암살 미수 논란
자말 알딘 가즈자니에 의하면 그는 칭기즈 칸 암살을 시도했다 한다. 가즈자니는 주치는 우르겐치 공성전 이후부터 아버지 칭기즈 칸에 대한 불만을 품었고, 호라즘 술탄 알라 웃딘 무함마드와 공모하여 칭기즈 칸이 사냥나갔을 때 암살할 계획을 세웠다가 차가타이가 이를 알고 칭기즈 칸에게 보고하였다는 기록을 남겼다. 가즈자니에 의하면 칭기즈 칸은 "주치가 여기 오는 것을 피하고 호라즘에 머무른다면, 조용히 그를 찔러 말도 없이 죽여라!"라는 명령을 내렸다고 한다. 공식적 균열은 없었지만 징기스 칸과 주치의 관계는 그의 생애 후반 냉각되었다 한다. 일부 연구자들에 따르면 그 이유는 이민족 대한 주치의 부드러운 태도 때문이라는 추측도 있다.

## 주치 영묘
주치의 무덤은 다른 칭기즈 칸 일족과 몽골 제국, 원나라의 대칸들과 같이 기련곡(부르칼 칼둔)에 있는 것으로 여겨졌다. 그러나 1946년 카자흐스탄 카라칸다 시내 외곽의 영묘에서 주치의 유골이 소련의 고고학자에 의해 발굴된다.
카자흐스탄 제즈카잔에서 시내를 벗어나 북동쪽으로 50km 떨어진 카자흐스탄 카라칸다 지역의 울르타흐 산에 주치의 영묘가 발견되어 정비되었다. 묘역 울타리로 우측방향에는 주치의 영묘 보다 다소 작은 그의 아내의 영묘가 있다. 주치의 영묘에서 켄기르 강(Kengir River)이 내려다 보이며 켄기르 강 주변에는 넓은 평야갸 있다.
주치의 영묘에서는 오른손이 없고, 두개골의 일부분이 잘린 유골이 발견되었다. 일각에서는 이를 칭기즈 칸이 사람을 보내 그를 암살한 설과 일치한다고 보기도 한다,

## 가계

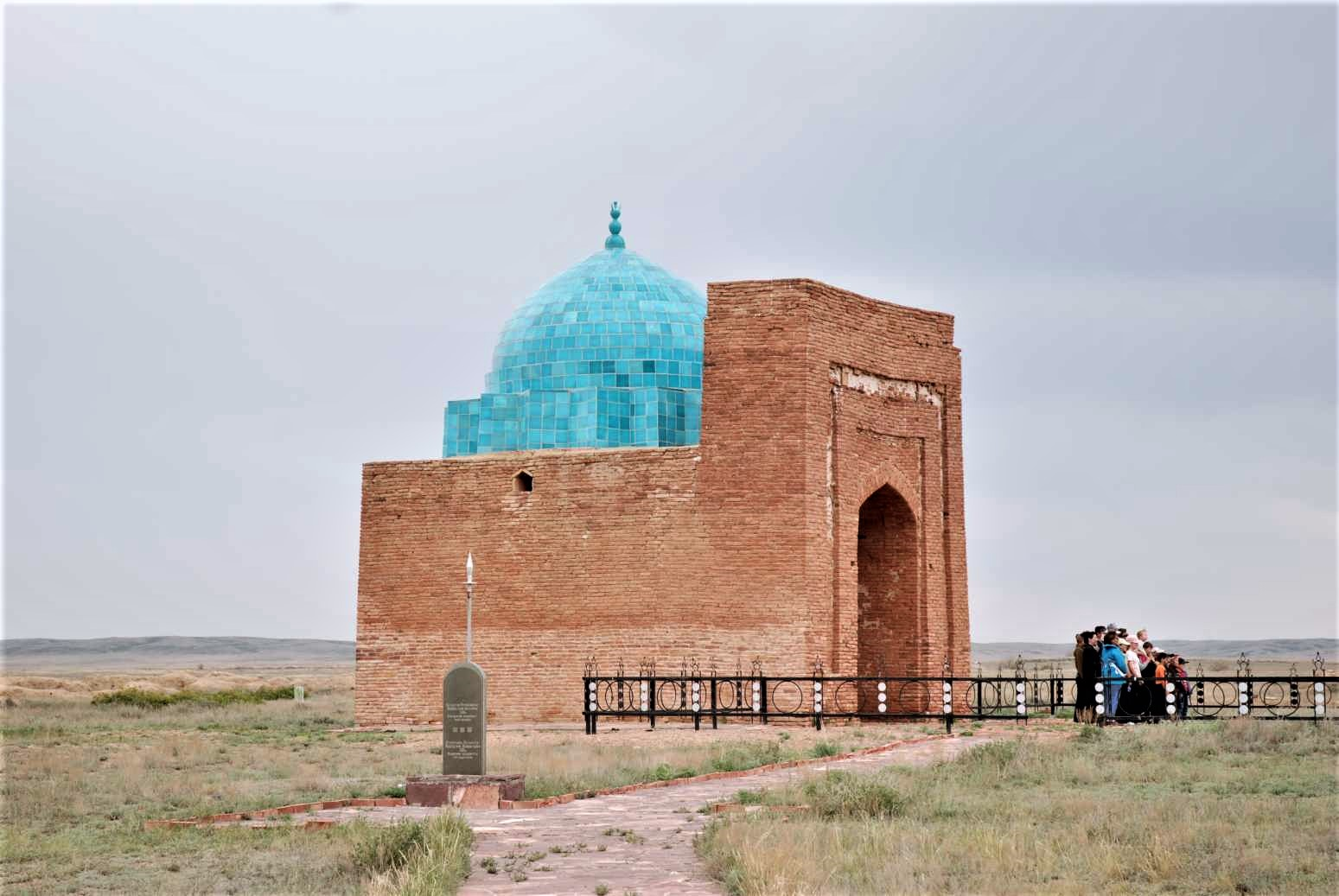
카자흐스탄 카라간다주에 있는 주치 칸 묘

주치의 아내는 많았지만 이름이 알려진 것은 케레이트족 토그릴 옹 칸의 동생 자하 캄보의 딸 닉투미시 푸진, 옹기라트부족의 사르카르두 카툰, 베르케, 바르카차르와 부리의 어머니 울탄 카툰, 침파이의 어머니인 보르구트 부족 쿠툴룩 카툰, 케레이트족 출신으로 탕구트의 어머니 쿠이키 카툰, 바투의 어머니인 옹기라트 부족 출신으로 보르테 카툰의 조차 알티 노얀의 딸 우키 푸진, 샤이반의 어머니 네세르, 신쿰의 어머니 파리스 등이 있다. 또한 주치의  첩은 무수히 많았다 한다.
주치의 아들은 40명이라 하며, 이 중 이름이 전하는 아들들, 킵차크 한국과 주변지역의 제후로 활동한 아들들은 18명의 이름이 전한다.
라시드 알딘이 기록한 주치의 아들은 14명이며, 1426년 티무르 제국에서 티무르가 편찬한 칭기즈칸 가문의 족보에는 4명이 더 나타나, 주치의 아들 18명의 이름이 전한다.
- 부황 :  태조 철목진(太祖 鐵木眞) - 몽골 제국의 초대 대칸
- 모후 : 광헌익성황후 홍길랄씨(光獻翼聖皇后 弘吉剌氏)
  - 동생 : 칠합대(察合臺)
  - 동생 : 태종 와할대(太宗 窩闊臺) - 몽골 제국의 2대 대칸
  - 동생 : 예종 타뢰(睿宗 拖雷) - 추존황제(追尊皇帝)
  - 황후 : 올걸욱진 황후 홍길랄씨(兀乞旭眞 皇后 弘吉剌氏)
  - 황후 : 소단 황후(蘇丹 皇后)
    - 장남 : 오르다 칸(斡兒答汗) - 생모(生母)는 올걸욱진 황후(兀乞旭眞 皇后), 백장 한국의 초대 대칸
    - 차남 : 바투 칸(拔都汗) - 생모(生母)는 올걸욱진 황후(兀乞旭眞 皇后), 청장 한국의 초대 대칸
    - 3남 : 베르케 칸(別兒哥汗) - 생모(生母)는 소단 황후(蘇丹 皇后), 청장 한국의 3대 대칸
    - 4남 : 베르케체르(別兒哥徹兒) - 생모미상(生母未詳)
    - 5남 : 석반(昔班) - 생모미상(生母未詳)
    - 6남 : 당올척(唐兀惕) - 생모미상(生母未詳)
    - 7남 : 불왜륵(不哇勒) - 생모미상(生母未詳)
    - 8남 : 적로혼(赤老渾) - 생모미상(生母未詳)
    - 9남 : 승활아(升豁兒) - 생모미상(生母未詳)
    - 10남 : 침백(沉白) - 생모미상(生母未詳)
    - 11남 : 마합모(馬合謀) - 생모미상(生母未詳)
    - 12남 : 올도아(兀都兒) - 생모미상(生母未詳)
    - 13남 : 독화첩목아(禿花帖木兒) - 생모미상(生母未詳)
    - 14남 : 승고아(升古兒) - 생모미상(生母未詳)
    - 딸 : 대로한 공주(大魯罕 公主)  - 생모미상(生母未詳), 탈렬륵적(脫列勒赤)에게 하가(下嫁)

### 족보
|  |                                     |  |  |  |  |  |  |  |  |  |  |  |  |  |  |  |
|  | 16. 보르지긴 카불 카불 칸           |  |  |  |  |  |  |  |  |  |  |  |  |  |  |  |
|  |                                     |  |  |  |  |  |  |  |  |  |  |  |  |  |  |  |
|  |                                     |  |  |  |  |  |  |  |  |  |  |  |  |  |  |  |
|  | 8. 보르지긴 바르탄 바가투르         |  |  |  |  |  |  |  |  |  |  |  |  |  |  |  |
|  |                                     |  |  |  |  |  |  |  |  |  |  |  |  |  |  |  |
|  |                                     |  |  |  |  |  |  |  |  |  |  |  |  |  |  |  |
|  | 17. 온기라트 카라루크 (옹기라트 부) |  |  |  |  |  |  |  |  |  |  |  |  |  |  |  |
|  |                                     |  |  |  |  |  |  |  |  |  |  |  |  |  |  |  |
|  |                                     |  |  |  |  |  |  |  |  |  |  |  |  |  |  |  |
|  | 4. 보르지긴 예수게이 바가투르       |  |  |  |  |  |  |  |  |  |  |  |  |  |  |  |
|  |                                     |  |  |  |  |  |  |  |  |  |  |  |  |  |  |  |
|  |                                     |  |  |  |  |  |  |  |  |  |  |  |  |  |  |  |
|  | 9. 비가르 수니굴 우진               |  |  |  |  |  |  |  |  |  |  |  |  |  |  |  |
|  |                                     |  |  |  |  |  |  |  |  |  |  |  |  |  |  |  |
|  |                                     |  |  |  |  |  |  |  |  |  |  |  |  |  |  |  |
|  | 2. 보르지긴 테무친 칭기즈 카간      |  |  |  |  |  |  |  |  |  |  |  |  |  |  |  |
|  |                                     |  |  |  |  |  |  |  |  |  |  |  |  |  |  |  |
|  |                                     |  |  |  |  |  |  |  |  |  |  |  |  |  |  |  |
|  | 5. 올코노드 호엘룬                  |  |  |  |  |  |  |  |  |  |  |  |  |  |  |  |
|  |                                     |  |  |  |  |  |  |  |  |  |  |  |  |  |  |  |
|  |                                     |  |  |  |  |  |  |  |  |  |  |  |  |  |  |  |
|  | 1. 보르지긴 주치 칸                 |  |  |  |  |  |  |  |  |  |  |  |  |  |  |  |
|  |                                     |  |  |  |  |  |  |  |  |  |  |  |  |  |  |  |
|  |                                     |  |  |  |  |  |  |  |  |  |  |  |  |  |  |  |
|  | 6. 온기라트 데이세첸                |  |  |  |  |  |  |  |  |  |  |  |  |  |  |  |
|  |                                     |  |  |  |  |  |  |  |  |  |  |  |  |  |  |  |
|  |                                     |  |  |  |  |  |  |  |  |  |  |  |  |  |  |  |
|  | 3. 온기라트 보르테 우진 카툰        |  |  |  |  |  |  |  |  |  |  |  |  |  |  |  |
|  |                                     |  |  |  |  |  |  |  |  |  |  |  |  |  |  |  |
|  |                                     |  |  |  |  |  |  |  |  |  |  |  |  |  |  |  |
|  | 7. 초탄                             |  |  |  |  |  |  |  |  |  |  |  |  |  |  |  |
|  |                                     |  |  |  |  |  |  |  |  |  |  |  |  |  |  |  |
|  |                                     |  |  |  |  |  |  |  |  |  |  |  |  |  |  |  |

## 같이 보기
- 원나라의 역대 황제
- 칭기즈 칸
- 우구데이 칸
- 툴루이 칸
- 쿠빌라이 칸
- 몽골 제국